# Facultad de Derecho de Cáceres
La Facultad de Derecho de Cáceres es una de las facultades del Campus de Cáceres (Universidad de Extremadura). Localizada en la ciudad de Cáceres (España), y fundada en 1973, es una de las facultades más antiguas del Campus y la única institución de educación universitaria en el ámbito del derecho en la comunidad autónoma de Extremadura. El centro oferta enseñanzas de pregrado y posgrado en Derecho, Administración y Gestión Pública y grado en Criminología. Además, se ofertan e imparten los dobles grados en Derecho-Administración y Dirección de Empresas; Administración y Dirección de Empresas-Derecho; y Derecho-Criminología.
La Facultad de Derecho tiene una gran presencia en la sociedad extremeña y en sus instituciones, sirviendo de marco de referencia para los estudios jurídicos en la región. En su centro se realizan de manera constante, asimismo, actividades y eventos relacionados con el Derecho y las Ciencias Jurídicas y Sociales, acogiendo congresos nacionales e internacionales de prestigio y referentes en sus respectivas disciplinas.

## Información académica

### Organización
La Facultad de Derecho de Cáceres se compone de dos grandes departamentos: Derecho Privado y Derecho Público. Asimismo, tienen asignada docencia en la Facultad los Departamentos de Dirección de Empresas y Sociología, Economía, Economía Financiera y Contabilidad, Filología Inglesa, Información y Comunicación, e Ingeniería de Sistemas Informáticos y Telemáticos.

## Comunidad

### Estudiantes
En el curso académico 2022-2023, la Facultad cuenta con 1231 estudiantes, de los que 1190 son estudiantes de pregrado y 41 de posgrado.

### Profesorado
En el curso académico 2023-2024, la Facultad cuenta con 79 profesores y profesoras en plantilla. La mayoría poseen el la máxima titulación de doctor. Asimismo, acuden al centro 40 profesores y profesoras más de otras Facultades y Centros para impartir docencia en diversas disciplinas complementarias a las Ciencias Jurídicas.

## Aula Magna "Gregorio López"
Desde 1983, el Aula Magna de la Facultad de Derecho de la Universidad de Extremadura, se denomina Aula Magna "Gregorio López" en homenaje a este jurista nacido y fallecido en la actual región extremeña, imponiéndosele tal nombre en un acto solemne presidido por el Rector de la Universidad y protagonizado por otro ilustre jurista extremeño, D. Antonio Hernández Gil.
Debe aclararse que han existido dos espacios con esta denominación, correspondiendo el primero al edificio histórico de la Facultad, el Palacio de la Generala, y el actual al edificio construido "ad hoc" para la Facultad en el Campus.

## Salón de Grados "María Telo Núñez"
Por acuerdo de Junta de Facultad, en 2023 el Salón de Grados pasó a denominarse "María Telo Núñez", en honor de esta jurista y feminista extremeña.